# Goerodes amamiensis
Goerodes amamiensis är en nattsländeart som beskrevs av Ito 1990. Goerodes amamiensis ingår i släktet Goerodes och familjen kantrörsnattsländor. Inga underarter finns listade i Catalogue of Life.